# Dolní maják Tallinn
Dolní maják Tallinn (estonsky: Tallinna sihi alumine tuletorn) je maják, který stojí v Tallinnu (městská část Lasnamäe ulice Valge) v kraji Harju ve Finském zálivu v Baltském moři v Estonsku. Spolupracuje s Horním majákem Tallinn. Navádí lodi, které připlouvají z Botnického zálivu a opouštějí jej.
Maják je ve správě Estonského úřadu námořní dopravy (Veeteede Amet, EVA), kde je zapsán pod registračním číslem 251.
Dne 19. listopadu 1999 byl zařazen do seznamu kulturních památek Estonska pod číslem 8764.

## Historie
Maják byl postaven v letech 1805–1806 z příkazu úřadů ruského námořnictva poblíž kasáren námořnictva u vjezdu do přístavu Tallinn. Po výstavbě horního majáku v roce 1839 na dvoupodlažní budovu přistavěli osmibokou jehlanovou věž, aby maják byl lépe vidět i ve dne a lišil se od okolních budov. V druhém patře bylo pět olejových lamp a reflektor, který vysílal světlo v úzkém sektoru. Přestože budova majáku byla nízká, světelný zdroj se nacházel na kopci ve výšce 49 m nad mořem. Vedle majáku byl postaven semafor pro komunikaci s loděmi. V roce 1873 maják vybavili Fresnelovou čočkou pořízenou v Anglii a v roce 1878 petrolejovou svítilnou. Dosvit byl 14,5 nm. V roce 1906 petrolej nahradil benzin. V roce 1909 byl zaveden telegraf a v roce 1916 telefonní spojení. Za druhé světové války byl maják vážně poškozen. V roce 1950 byla k dispozici lucerna s dosvitem 11 nm. Maják byl opraven v roce 1959.
Generální oprava a rekonstrukce byla provedena v roce 2000. V roce 2010 byly instalovány LED svítilny.
V blízkosti majáku se nachází muzeum umění Kumu.

## Popis
Dvoupodlažní budova na půdorysu obdélníku vysoká 18 metrů ukončená střešní římsou a osmibokou jehlanovou věží. V severním průčelí je okno, kterým vychází světlo majáku. Úzký sektor světla navádí lodi na lodní trase mezi mělčinou Littegrund a ostrovem Aegna. Světlo je synchronizováno s horním majákem. V užívání je originální optická čočka z roku 1886, která byla vyrobena firmou Barbier & Fenestre Constructeurs. budova je červeně omítnutá s červenou věží,s větrnou korouhvičkou. 
Součástí majáku je areál, ve kterém se nachází budova služebnictva, hospodářská budova, a sklep.

## Data
zdroj
- výška světla 49,3 m n. m.
- dosvit 12 námořních mil
- záblesk bílého světla v intervalu 5 sekund
- sektor: bílá 154,5° azimut 165° dosah 12 nm, zelené 143°–154,5° s dosahem 6 nm

označení
- Admiralty: C3810
- ARLHS: EST-015
- NGA: 12796
- EVA 251

## Galerie

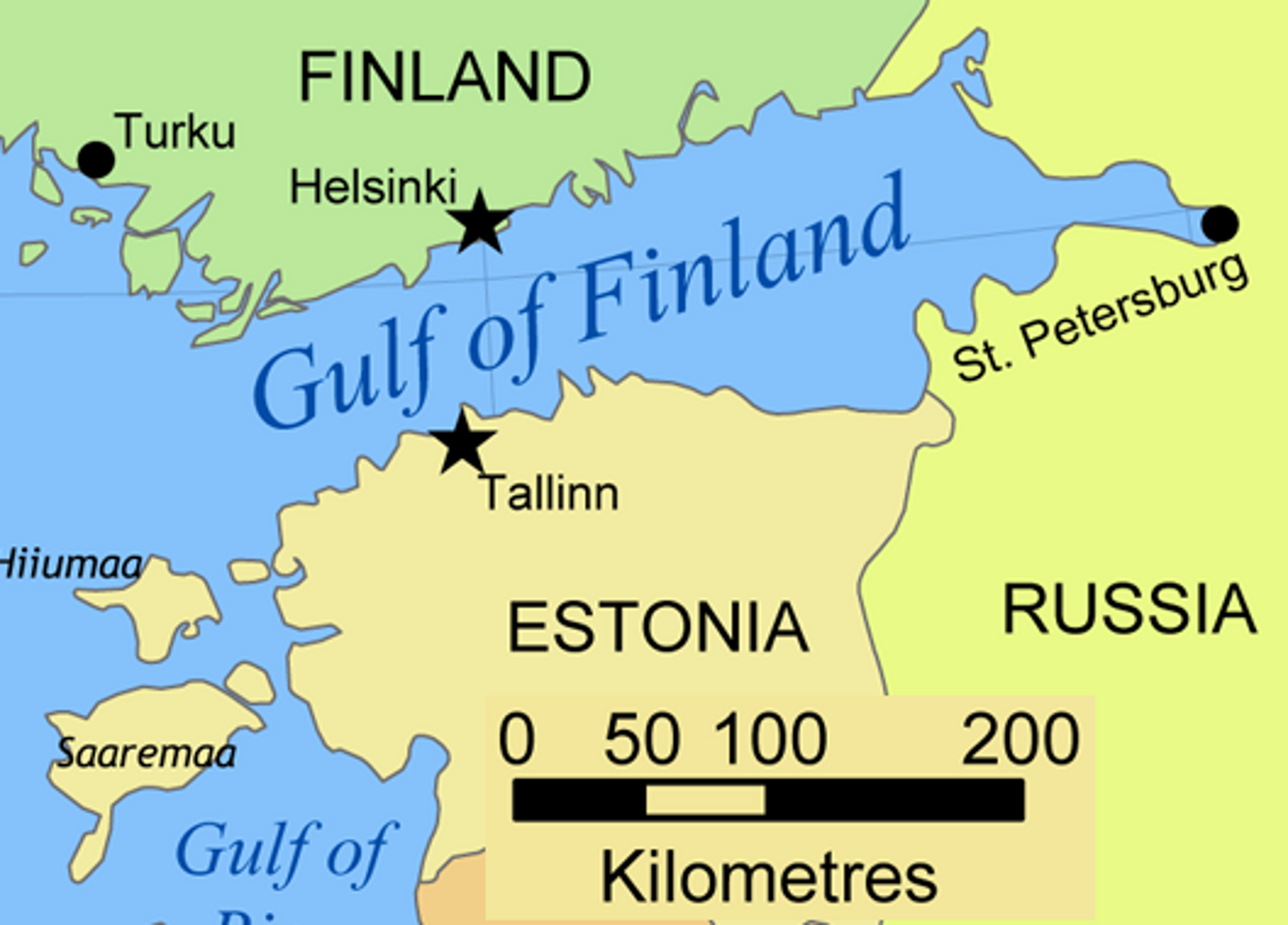
Finský záliv
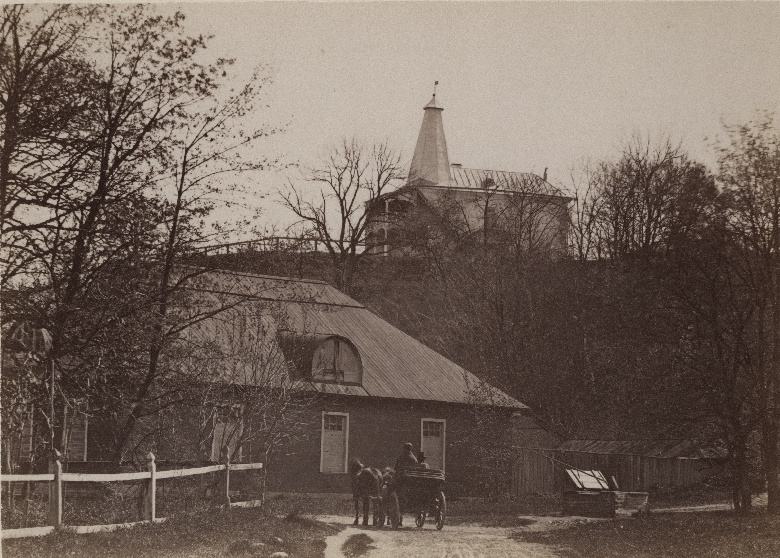
Maják v roce 1890
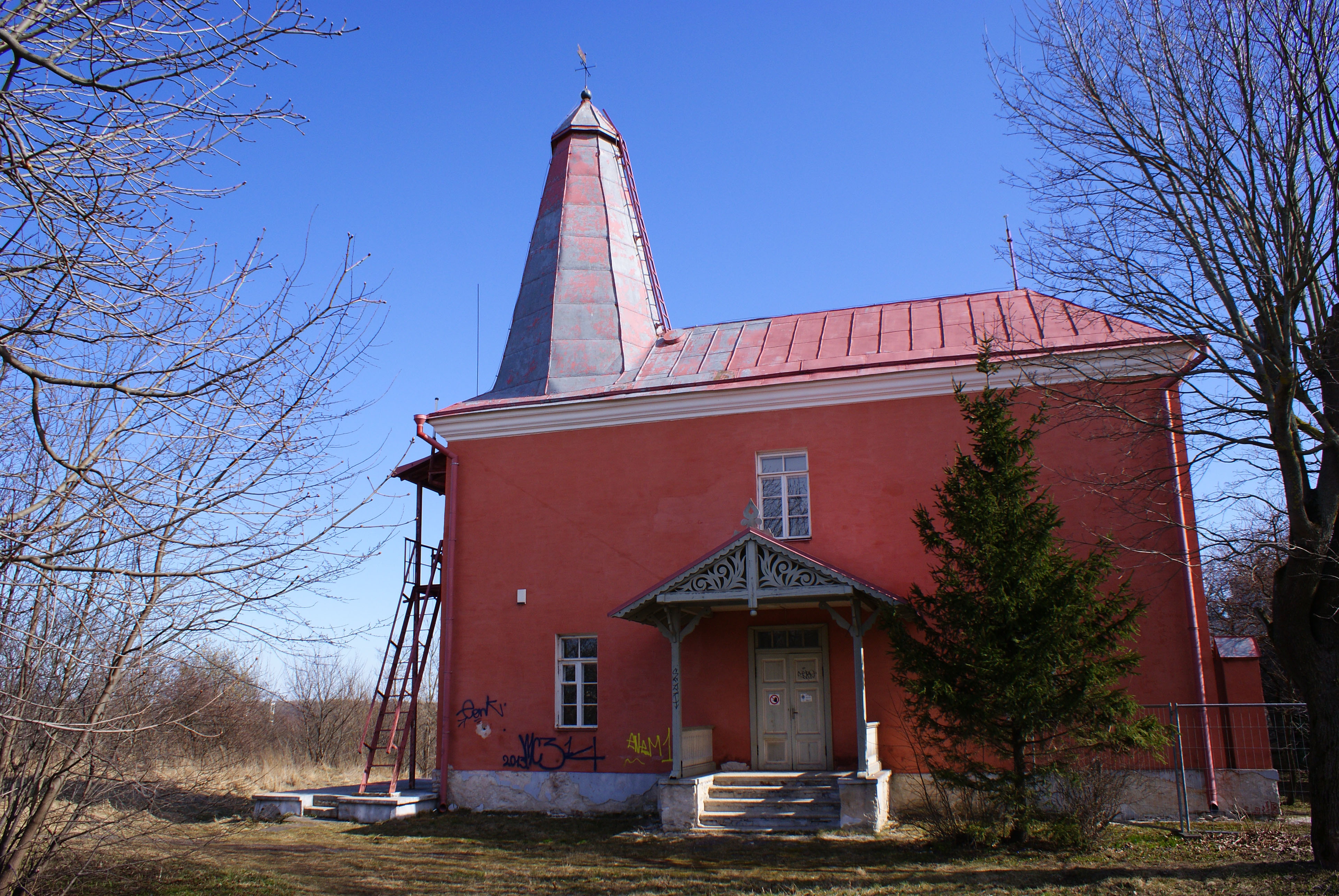
Boční pohled